# Trépot
Trépot és un municipi francès situat al departament del Doubs i a la regió de Borgonya - Franc Comtat. L'any 2007 tenia 495 habitants.

## Demografia

### Població
El 2007 la població de fet de Trépot era de 495 persones. Hi havia 183 famílies de les quals 31 eren unipersonals (9 homes vivint sols i 22 dones vivint soles), 52 parelles sense fills, 91 parelles amb fills i 9 famílies monoparentals amb fills.
La població ha evolucionat segons el següent gràfic:
Habitants censats

### Habitatges
El 2007 hi havia 206 habitatges, 182 eren l'habitatge principal de la família, 10 eren segones residències i 15 estaven desocupats. 176 eren cases i 30 eren apartaments. Dels 182 habitatges principals, 145 estaven ocupats pels seus propietaris, 24 estaven llogats i ocupats pels llogaters i 13 estaven cedits a títol gratuït; 2 tenien una cambra, 6 en tenien dues, 25 en tenien tres, 32 en tenien quatre i 116 en tenien cinc o més. 161 habitatges disposaven pel capbaix d'una plaça de pàrquing. A 61 habitatges hi havia un automòbil i a 110 n'hi havia dos o més.

### Piràmide de població
La piràmide de població per edats i sexe el 2009 era:
| Homes | Edats   | Dones |
| ----- | ------- | ----- |
| 0     | 95 o +  | 0     |
| 0     | 90 a 94 | 0     |
| 0     | 85 a 89 | 8     |
| 4     | 80 a 84 | 0     |
| 0     | 75 a 79 | 12    |
| 8     | 70 a 74 | 4     |
| 4     | 65 a 69 | 12    |
| 20    | 60 a 64 | 4     |
| 8     | 55 a 59 | 8     |
| 16    | 50 a 54 | 24    |
| 20    | 45 a 49 | 8     |
| 12    | 40 a 44 | 16    |
| 8     | 35 a 39 | 12    |
| 8     | 30 a 34 | 4     |
| 8     | 25 a 29 | 20    |
| 16    | 20 a 24 | 8     |
| 12    | 15 a 19 | 24    |
| 16    | 10 a 14 | 8     |
| 8     | 5 a 9   | 8     |
| 4     | 0 a 4   | 4     |

## Economia
El 2007 la població en edat de treballar era de 299 persones, 244 eren actives i 55 eren inactives. De les 244 persones actives 235 estaven ocupades (126 homes i 109 dones) i 8 estaven aturades (3 homes i 5 dones). De les 55 persones inactives 19 estaven jubilades, 17 estaven estudiant i 19 estaven classificades com a «altres inactius».

### Ingressos
El 2009 a Trépot hi havia 184 unitats fiscals que integraven 510 persones, la mediana anual d'ingressos fiscals per persona era de 18.056 €.

### Activitats econòmiques
Dels 14 establiments que hi havia el 2007, 1 era d'una empresa extractiva, 1 d'una empresa alimentària, 1 d'una empresa de fabricació de material elèctric, 2 d'empreses de fabricació d'altres productes industrials, 5 d'empreses de construcció, 1 d'una empresa d'hostatgeria i restauració i 3 d'empreses immobiliàries.
Dels 3 establiments de servei als particulars que hi havia el 2009, 2 eren paletes i 1 restaurant.
L'únic establiment comercial que hi havia el 2009 era una fleca.
L'any 2000 a Trépot hi havia 9 explotacions agrícoles que ocupaven un total de 582 hectàrees.

## Poblacions més properes
El següent diagrama mostra les poblacions més properes.